# 花田ゆういちろう
花田 ゆういちろう（はなだ ゆういちろう、1989年〈平成元年〉12月22日 - ）は、日本の歌手、俳優、タレント。本名は花田 雄一郎（読み同じ）。東京都出身。身長は168cm、血液型はO型。2017年1月に文学座附属演劇研究所を卒業、54期生。国立音楽大学卒業。現在、NHKの番組『おかあさんといっしょ』にて、第12代目うたのおにいさんを務めている。

## 人物・来歴
- 自身が子供の頃、歌のお兄さんだった速水けんたろう、歌のお姉さんだった茂森あゆみ時代の『おかあさんといっしょ』を見ていたが、特に1999年にヒットした「だんご3兄弟」が印象深いという[2]。
- うたのおにいさんに就任する前は、文学座附属演劇研究所に所属し、演劇やミュージカルなど舞台を中心に活動していた。
- 2017年（平成29年）4月3日より、NHK Eテレの番組『おかあさんといっしょ』の第12代目「うたのおにいさん」に就任。その前の週の木曜日（2017年3月30日）に、前任の横山だいすけとの引き継ぎ兼初お披露目と言う形で、番組の最後に登場している。うたのおにいさんの交代と同時にエンディングの曲も変わったのは、1999年に速水けんたろうから杉田あきひろに交代すると同時に「ドレミファ列車」から「スプラッピスプラッパ」に変更になって以来、18年ぶり。
- 趣味は散歩・観劇、好きな食べ物はカレー・ハンバーグ・クロワッサン、好きな色は青・水色、落ち着く場所は台所[1]。
- 共演者は、以下の通り。
- うたのおねえさんは、最初の5年間（2017年4月3日から2022年4月2日まで）は、第21代目の小野あつこ、それ以降（2022年4月4日から）は、第22代目のながたまや（同じ大学の後輩にあたる）。
- たいそうのおにいさんは、最初の2年間（2017年4月3日から2019年3月30日まで）は、第11代目の小林よしひさ、次の4年間（2019年4月1日から2023年4月1日まで）は、第12代目の福尾誠、それ以降（2023年4月3日から）は、第13代目の佐久本和夢。
- 身体表現のおねえさんは、最初の2年間（2017年4月3日から2019年3月30日まで）は、第5代目の上原りさ、それ以降（2019年4月1日から）は、初代たいそうのおねえさんの秋元杏月。
- 曜日別コーナーでは、「シルエットはかせ」、「しりたガエルのけけちゃま」のコーナーを担当している。その他に、前任の横山から引き継ぐ形で小野と共に「しりとりれっしゃ」「やぎさんゆうびん」「なんだっけ?!」のコーナーを担当している。
- 番組では怖がりキャラで、お化けが苦手。また、コンサートや映画などでは他のおにいさん・おねえさんに対してツッコミ役を担当することもある。
- 初の平成生まれのうたのおにいさんである。
- 2020年（令和2年）11月放送の「おかあさんといっしょ 秋スペシャル」などにて、ピアノ演奏を披露した。
- 2人兄妹の長男で、4歳年下の妹がいる（講談社「NHKおかあさんといっしょ」インタビュー記事より）。

### シルエットはかせ
2017年（平成29年）4月5日の放送より毎週水曜日の日替わりコーナーを担当し、同コーナーにてキャラクター『シルエットはかせ』を演じる（番組では、花田と別人扱いとなっている）。この『シルエットはかせ』は普段の花田とは対照的にクールな性格と渋い声が特徴。脚本はふじきみつ彦、音楽は山口優が担当。
テーマ曲は『かげはともだち』（作詞・ふじきみつ彦、作曲・山口優）。
2020年（令和2年）4月1日の放送までは、他のおにいさん・おねえさんの3名と子供たちを相手にシルエットを見せていたが、新型コロナウイルスの影響で、2020年（令和2年）4月8日の放送以降は、他のおにいさん・おねえさんの3名を相手にするようになった。
2021年（令和3年）度までは『ガラピコぷ〜』のムームーと共にコーナーを進行し、3つのカードに書かれている物が何の影かを質問しながら、順にカードをめくり、正体を当てていくクイズ形式。最終的にはどう見たらカードの様な影に見えるかを、｢かげ発生機｣という機械に実物を入れ影を出し、解説する。コーナー終了時の掛け声は「えっと、えっと、シルエット！」。
『ガラピコぷ〜』の放送終了に伴い、2022年（令和4年）3月23日の放送をもってムームーが卒業。
2022年（令和4年）4月6日の放送からはコーナーの内容が一部リニューアルし、かげ発生器が以前より小型化し、シルエットが直接かげ発生器に投影される形に変更され、シルエットはかせ自身がレバーを引くようになった。また、ムームーに代わり、2023年（令和5年）度まで『ファンターネ!』のメインキャラクター3名を週替わりで相手にしていた。
しかし、2024年（令和6年）度の番組編成により、水曜日は「オタマジックショー」に変更され、2024年（令和6年）3月27日の放送を最後に、シルエットはかせは登場していなかったが、2024年（令和6年）5月22日の放送で2か月ぶりの登場。2024年（令和6年）度から番組のスタジオ収録がコロナ禍以前のスタイルに戻ったことから、2020年（令和2年）4月1日の放送以来、約4年1か月と3週間ぶりに他のおにいさん・おねえさんの3名と子供たちを相手に進行する体制での放送となった。それ以降は不定期の水曜日に毎月1回くらいの回数で行われていたが、2025年（令和7年）5月19日の放送より不定期の金曜日に移動して放送。

### しりたガエルのけけちゃま
2022年から毎週木曜日の日替わりコーナーを担当し、けけちゃまの声を演じる。キャラクターデザインはザ・キャビンカンパニーが担当。

## 出演

### テレビ
- 『おかあさんといっしょ』（2017年4月3日 - 現在、NHK Eテレ） - 12代目うたのおにいさん

### おかあさんといっしょ コンサート
| 公演   | タイトル                                     | 出演者（一部を除く） |
| ------ | -------------------------------------------- | --- |
| 2017年 | 音楽博士のうららかコンサート                 | 花田ゆういちろう、小野あつこ、小林よしひさ、上原りさ チョロミー、ムームー、ガラピコ 横山だいすけ |
| 2017年 | しずく星の大ぼうけん〜ヨックドランをすくえ〜 | 花田ゆういちろう、小野あつこ、小林よしひさ、上原りさ チョロミー、ムームー、ガラピコ、プッチマーゴ、スキッパー |
| 2018年 | シルエットはくぶつかんへようこそ!            | 花田ゆういちろう、小野あつこ、小林よしひさ、上原りさ チョロミー、ムームー、ガラピコ |
| 2018年 | はる なつ あき ふゆ どれがすき               | 花田ゆういちろう、小野あつこ、小林よしひさ、上原りさ チョロミー、ムームー、ガラピコ |
| 2019年 | しあわせのきいろい・・・なんだっけ?!         | 花田ゆういちろう、小野あつこ、福尾誠、秋元杏月 チョロミー、ムームー、ガラピコ ナーニくん 小林よしひさ、上原りさ |
| 2019年 | ふしぎな汽車でいこう〜60周年記念コンサート〜 | 花田ゆういちろう、小野あつこ、福尾誠、秋元杏月 チョロミー、ムームー、ガラピコ 眞理ヨシコ、坂田おさむ、神崎ゆう子、速水けんたろう、茂森あゆみ 横山だいすけ、小林よしひさ、上原りさ じゃじゃまる、ぴっころ、ぽろり、スプー、ムテ吉、ミーニャ、メーコブ |
| 2021年 | まってたんだよキミのこと                     | 花田ゆういちろう、小野あつこ、福尾誠、秋元杏月 チョロミー、ムームー、ガラピコ 林アキラ |
| 2022年 | たいせつなもの、なあに?                      | 花田ゆういちろう、ながたまや、福尾誠、秋元杏月、小野あつこ みもも、やころ、ルチータ、あーぷん |
| 2022年 | ようこそ、ファンターネ島へ!                  | 花田ゆういちろう、ながたまや、福尾誠、秋元杏月 みもも、やころ、ルチータ、あーぷん、アンモ・チョコモ、マーキー、ビヨヨン3兄弟 ファンターネ島ダンサーズ                                                                                                |
| 2023年 | しれば・・・トモダチ?ぴょんぴょんびょ～ん!   | 花田ゆういちろう、ながたまや、佐久本和夢、秋元杏月 みもも、やころ、ルチータ、けけちゃま、いわのすけ 福尾誠 |
| 2023年 | 星空コンサートであいましょう                 | 花田ゆういちろう、ながたまや、佐久本和夢、秋元杏月 みもも、やころ、ルチータ、あーぷん、ミミコ姉さん、ララ 杉田あきひろ（声のみ）、つのだりょうこ（声のみ）                                                                                           |
| 2024年 | お弁当ラプソディー                           | 花田ゆういちろう、ながたまや、佐久本和夢、秋元杏月 みもも、やころ、ルチータ |
| 2024年 | うたの図書館                                 | 花田ゆういちろう、ながたまや、佐久本和夢、秋元杏月 みもも、やころ、ルチータ 林アキラ 歴代出演者のみなさん |

| 公演   | タイトル                         | 出演者（一部を除く） |
| ------ | -------------------------------- | --- |
| 2017年 | ようこそ、真夏のパーティーへ     | 花田ゆういちろう、小野あつこ、小林よしひさ、上原りさ チョロミー、ムームー、ガラピコ シュッシュ、ポッポ、なお （VTR出演）せいや 横山だいすけ            |
| 2018年 | みんなでわくわくフェスティバル!  | 花田ゆういちろう、小野あつこ、小林よしひさ、上原りさ チョロミー、ムームー、ガラピコ シュッシュ、ポッポ、ゆめ、たいせい 関沢圭司                        |
| 2019年 | からだ!うごかせ! 元気だボーン!   | 花田ゆういちろう、小野あつこ、福尾誠、秋元杏月 チョロミー、ムームー、ガラピコ シュッシュ、ポッポ、ゆめ、たいせい 小林よしひさ                          |
| 2022年 | やっとあえたね!さあ、でかけよう! | 花田ゆういちろう、ながたまや、福尾誠、秋元杏月 みもも、やころ、ルチータ シュッシュ、ポッポ、ゆめ、まさとも チョロミー、ムームー、ガラピコ              |
| 2023年 | みんなで☆キラキラ!               | 花田ゆういちろう、ながたまや、佐久本和夢、秋元杏月 みもも、やころ、ルチータ シュッシュ、ポッポ、ゆめ、まさとも オフロスキー                            |
| 2024年 | み〜んなカラフル                 | 花田ゆういちろう、ながたまや、佐久本和夢、秋元杏月 みもも、やころ、ルチータ、あーぷん、やころきょうだい、けけちゃま シュッシュ、ポッポ、ゆめ、まさとも |

### 映画
- 映画 おかあさんといっしょ はじめての大冒険（2018年9月7日公開、日活／ライブ・ビューイング・ジャパン）[6]
- 映画 おかあさんといっしょ すりかえかめんをつかまえろ!（2020年1月24日公開、日活／ライブ・ビューイング・ジャパン）[7]
- 映画 おかあさんといっしょ ヘンテコ世界からの脱出!（2021年9月10日公開）

### ミュージカル・舞台
- スタジオライフ・プロデュース『フルーツバスケット』（2009年2月 - 3月、天王洲銀河劇場）
- ミュージカル『DAICHI』（2015年8月） - ダイチ役 *主演
- 文学座公演『春疾風』（2016年3月）
- ミュージカル『DAICHI』再演（2016年4月） - ダイチ役 *主演
- イッツフォーリーズ公演ミュージカル『夏の夜の夢』（2016年6月） - ライサンダー役

## ディスコグラフィー

### DVD
| リリース年 | リリース日 | タイトル                                                                                         |
| ---------- | ---------- | ------------------------------------------------------------------------------------------------ |
| 2017年     | 8月2日     | 『NHK「おかあさんといっしょ」ファミリーコンサート 音楽博士のうららかコンサート』                 |
| 2017年     | 12月6日    | 『NHK「おかあさんといっしょ」スペシャルステージ ようこそ、真夏のパーティーへ』                   |
| 2018年     | 2月7日     | 『NHK「おかあさんといっしょ」ファミリーコンサート しずく星の大ぼうけん〜ヨックドランをすくえ〜』 |
| 2018年     | 8月1日     | 『NHK「おかあさんといっしょ」ファミリーコンサート シルエットはくぶつかんへようこそ!』            |
| 2018年     | 12月5日    | 『NHK「おかあさんといっしょ」スペシャルステージ みんなでわくわくフェスティバル!!』               |
| 2019年     | 2月6日     | 『NHK「おかあさんといっしょ」ファミリーコンサート はる なつ あき ふゆ どれがすき』               |
| 2019年     | 8月7日     | 『NHK「おかあさんといっしょ」ファミリーコンサート しあわせのきいろい・・・なんだっけ?!』         |